# He's the Greatest Dancer
He's the Greatest Dancer è un singolo del gruppo musicale femminile statunitense Sister Sledge, pubblicato nel 1979 ed estratto dal loro album We Are Family.
La canzone è stata scritta e prodotta da Bernard Edwards e Nile Rodgers.

## Tracce
- 7"

1. He's the Greatest Dancer
2. Somebody Loves Me

## Cover e sample
Un sample di questo brano è incluso nel singolo Gettin' Jiggy Wit It del rapper e attore Will Smith, pubblicato nel 1998 e incluso nel suo album di debutto Big Willie Style.
Nel 2006 la cantante australiana Dannii Minogue ha pubblicato una versione del brano, inserita nel suo album Club Disco.